# 日本ガーデンデザイン専門学校
日本ガーデンデザイン専門学校（にほんがーでんでざいんせんもんがっこう）は、神奈川県藤沢市にある、専修学校。

## 概要
2000年（平成12年）創立。運営主体は学校法人湘南みどり学園。厚生労働省技能検定指定校。ガーデンデザイン、造園、園芸、花、みどりの分野全般にについて習得する。

## 設置コース
ガーデンデザイン学科 昼間部 2年制（専門士課程）

### 専門課程（2年次に選択）
- ガーデンデザインコース
- フラワーコース

## 資格取得
- 造園技能士　3級・2級
- 園芸装飾技能士　3級・2級
- フラワー装飾技能士　3級・2級

## 学校所在地
〒251-0002　神奈川県藤沢市大鋸1218-1

## 交通アクセス
小田急電鉄・東日本旅客鉄道（JR東日本）・江ノ島電鉄（江ノ電）「藤沢駅」下車　北口バスロータリー5番　神奈川中央交通「戸81戸塚バスセンター行」または「藤54俣野公園・横浜薬大前行」に乗車（乗車時間およそ15分）バス停「鉄砲宿」下車徒歩1分